# Thonon-les-Bains
Thonon-les-Bains là một xã trong tỉnh Haute-Savoie thuộc vùng Rhône-Alpes đông nam Pháp. Đây là tỉnh lỵ của tỉnh.

## Lịch sử
Thonon-les-Bains là cựu thủ phủ của Chablais, một tỉnh của Công quốc Savoy. Chablais Savoyard là một phần của Chablais tại Pháp. Chablais Valaison và Chablais Vaudois là các địa phận của Chablais tại các bang Valais và Vaud của Thụy Sĩ. Thị trấn là thủ phủ của Công quốc Chablais.

## Công trình nổi bật
- Arboretum de Ripaille
- Funiculaire de Thonon-les-Bains
- Château de Ripaille
- Nhà thờ Saint-Hippolyte

## Thị trấn kết nghĩa
Thonon-les-Bains kết nghĩa với:
- Eberbach, Đức
- Mercer Island, Hoa Kỳ